# Laphystia latiuscula
Laphystia latiuscula är en tvåvingeart som beskrevs av Friedrich Hermann Loew 1871. Laphystia latiuscula ingår i släktet Laphystia och familjen rovflugor. Inga underarter finns listade i Catalogue of Life.